# NXT Women's Tag Team Championship
El NXT Women's Tag Team Championship (Campeonato Femenino en Parejas de NXT, en español) fue un campeonato en parejas femenino de lucha libre profesional creado por la promoción estadounidense WWE y defendido en su marca NXT y presentado hasta su desactivacion en WWE SmackDown.
Las campeonas inaugurales fueron determinadas por órdenes del Gerente General William Regal, las cuales fueron las primeras ganadoras del Dusty Rhodes Women's Tag Team Classic, Dakota Kai y Raquel González. Las últimas campeonas fueron The Unholy Union (Alba Fyre & Isla Dawn)

## Historia
En diciembre de 2018, el Campeonato Femenino en Parejas de la WWE se estableció como el único título en parejas para mujeres. Estuvo disponible para las tres marcas principales de la promoción: Raw, SmackDown y NXT.
En el episodio del 3 de marzo de 2021 de NXT, las ganadoras del Dusty Rhodes Women's Tag Team Classic, Dakota Kai y Raquel González, obtuvieron su oportunidad titular y se enfrentaron a las Campeonas en Parejas de la WWE, Nia Jax y Shayna Baszler, representantes de Raw. Durante el encuentro, el árbitro fue noqueado accidentalmente, por lo que el oficial de la WWE Adam Pearce envió un segundo árbitro para que éste declare ganadoras a Jax y a Baszler después de forzar a rendirse a Kai, aunque ésta no era la mujer legal dentro de la lucha. Esto llevó a una discusión entre bastidores entre Pearce y el gerente general de NXT, William Regal.
El 10 de marzo en NXT, Regal presentó el Campeonato Femenino en Parejas de NXT, esto como respuesta para no tener que lidiar más con Raw o SmackDown a causa de los anteriores títulos. Como fueron las ganadoras del Dusty Rhodes Women's Tag Team Classic, Dakota Kai y Raquel González fueron declaradas como las campeonas inaugurales.

## Campeonas

### Lista de campeonas
| N.º           | Campeonas                                          | Lucha                 | Lucha                       | Lucha                         | Estadísticas | Estadísticas | Estadísticas     | Notas y referencias |
| N.º           | Campeonas                                          | Fecha                 | Evento                      | Ubicación                     | Reinado      | Días         | Días reconocidos | Notas y referencias |
| ------------- | -------------------------------------------------- | --------------------- | --------------------------- | ----------------------------- | ------------ | ------------ | ---------------- | --- |
| WWE NXT       |                                                    |                       |                             |                               |              |              |                  | |
| 1             | Dakota Kai (1) & Raquel González (1)               | 10 de marzo de 2021   | NXT                         | Orlando, Florida              | 1            | <1           | <1               | Otorgado por William Regal en consecuencia de haber sido las primeras ganadoras del Dusty Rhodes Women's Tag Team Classic. Este es el reinado más corto, en la historia del campeonato. |
| 2             | Ember Moon (1) & Shotzi Blackheart (1)             | 10 de marzo de 2021   | NXT                         | Orlando, Florida              | 1            | 55           | 55               | [ 4 ] [ 1 ] |
| 3             | The Way (Candice LeRae (1) & Indi Hartwell (1))    | 4 de mayo de 2021     | NXT                         | Orlando, Florida              | 1            | 63           | 63               | Fue un Street Fight. |
| 4             | Io Shirai (1) & Zoey Stark (1)                     | 6 de julio de 2021    | NXT The Great American Bash | Orlando, Florida              | 1            | 112          | 112              | [ 6 ] |
| 5             | Toxic Attraction (Gigi Dolin (1) & Jacy Jayne (1)) | 26 de octubre de 2021 | NXT Halloween Havoc         | Orlando, Florida              | 1            | 158          | 158              | Derrotaron a Io Shirai & Zoey Stark e Indi Hartwell & Persia Pirotta en un Scareway to Hell Ladder Match. |
| 6             | Dakota Kai (2) & Raquel González (2)               | 2 de abril de 2022    | NXT Stand & Deliver         | Dallas, Texas                 | 2            | 3            | 3                | [ 8 ] |
| 7             | Toxic Attraction (Gigi Dolin (2) & Jacy Jayne(2))  | 5 de abril de 2022    | NXT 2.0                     | Orlando, Florida              | 2            | 91           | 91               | [ 9 ] |
| 8             | Cora Jade (1) & Roxanne Perez (1)                  | 5 de julio de 2022    | NXT The Great American Bash | Orlando, Florida              | 1            | 14           | 14               | [ 10 ] |
| —             | Roxanne Perez                                      | 19 de julio de 2022   | NXT 2.0                     | Orlando, Florida              | 1            | 7            | 7                | En el episodio del 12 de julio de 2022 de NXT 2.0, Cora Jade traicionó a Pérez cambiando a heel. La semana siguiente, Jade arrojó su campeonato a un bote de basura, dejando vacante la mitad del campeonato. WWE.com enumera esto como un reinado independiente al que tuvieron Jade y Pérez en el historial oficial del título, pero no está claro si es reconocido como un segundo reinado oficial de Pérez o simplemente como una continuación de su reinado con Jade. |
| —             | Vacante                                            | 26 de julio de 2022   | NXT 2.0                     | Orlando, Florida              | —            | —            | —                | Perez dejó vacante la otra mitad del campeonato debido a que no contaba con una compañera para seguir defendiéndolo. |
| 9             | Katana Chance (1) & Kayden Carter (1)              | 2 de agosto de 2022   | NXT 2.0                     | Orlando, Florida              | 1            | 186          | 186              | Derrotaron a Toxic Attraction (Gigi Dolin & Jacy Jayne), Diamond Mine (Ivy Nile & Tatum Paxley) y Valentina Feroz & Yulisa Leon en un Fatal-4 Way Elimination Match para ganar los títulos vacantes. Este es el reinado más largo de la historia del campeonato. |
| 10            | Fallon Henley (1) & Kiana James (1)                | 4 de febrero de 2023  | NXT Vengeance Day           | Charlotte, Carolina del Norte | 1            | 56           | 56               | |
| WWE SmackDown |                                                    |                       |                             |                               |              |              |                  | |
| 11            | The Unholy Union (Alba Fyre (1) & Isla Dawn (1))   | 1 de abril de 2023    | NXT Stand & Deliver         | Los Ángeles, California       | 1            | 83           | 83               | Durante su reinado, Fyre y Dawn fueron llevadas a SmackDown debido al Draft. |
| —             | Unificado                                          | 23 de junio de 2023   | SmackDown                   | Lafayette, Luisiana           | —            | —            | —                | Ronda Rousey & Shayna Baszler derrotaron a Alba Fyre & Isla Dawn en un combate para unificar el Campeonato Femenino en Parejas de NXT con el Campeonato Femenino en Parejas de WWE. |

### Total de días con el título
La siguiente lista muestra el total de días que un equipo o un luchador ha poseído el campeonato, si se suman todos los reinados que posee. Actualizado a la fecha del 29 de junio de 2025.

#### Por equipos
A la fecha del 29 de junio de 2025.
| N.º | Campeones                                  | Reinados | Días totales | Días totales reconocidos |
| --- | ------------------------------------------ | -------- | ------------ | ------------------------ |
| 1   | Toxic Attraction (Gigi Dolin & Jacy Jayne) | 2        | 249          | 249                      |
| 2   | Katana Chance & Kayden Carter              | 1        | 186          | 186                      |
| 3   | Io Shirai & Zoey Stark                     | 1        | 112          | 112                      |
| 4   | The Unholy Union (Alba Fyre & Isla Dawn)   | 1        | 83           | 83                       |
| 5   | The Way (Candice LeRae & Indi Hartwell)    | 1        | 63           | 63                       |
| 6   | Fallon Henley & Kiana James                | 1        | 56           | 56                       |
| 7   | Ember Moon & Shotzi Blackheart             | 1        | 55           | 55                       |
| 8   | Cora Jade & Roxanne Perez                  | 1        | 14           | 14                       |
| 9   | Dakota Kai & Raquel González               | 2        | 3            | 3                        |

#### Por luchadora
| N.º | Campeonas         | Reinados | Días totales | Días totales reconocidos |
| --- | ----------------- | -------- | ------------ | ------------------------ |
| 1   | Gigi Dolin        | 2        | 249          | 249                      |
| 1   | Jacy Jayne        | 2        | 249          | 249                      |
| 3   | Katana Chance     | 1        | 186          | 186                      |
| 3   | Kayden Carter     | 1        | 186          | 186                      |
| 5   | Io Shirai         | 1        | 112          | 112                      |
| 5   | Zoey Stark        | 1        | 112          | 112                      |
| 7   | Alba Fyre         | 1        | 83           | 83                       |
| 7   | Isla Dawn         | 1        | 83           | 83                       |
| 9   | Candice LeRae     | 1        | 63           | 63                       |
| 9   | Indi Hartwell     | 1        | 63           | 63                       |
| 11  | Fallon Henley     | 1        | 56           | 56                       |
| 11  | Kiana James       | 1        | 56           | 56                       |
| 13  | Ember Moon        | 1        | 55           | 55                       |
| 13  | Shotzi Blackheart | 1        | 55           | 55                       |
| 15  | Roxanne Perez     | 1        | 21           | 21                       |
| 16  | Cora Jade         | 1        | 14           | 14                       |
| 17  | Dakota Kai        | 2        | 3            | 3                        |
| 17  | Raquel González   | 2        | 3            | 3                        |

### Mayor cantidad de reinados

#### Por equipos
| Reinados | Luchadora (as)                                 |
| -------- | ---------------------------------------------- |
| 2 veces  | Dakota Kai & Raquel González, Toxic Attraction |

#### Por luchadora
| Reinados | Luchadora (as)                                      |
| -------- | --------------------------------------------------- |
| 2 veces  | Dakota Kai, Raquel González, Gigi Dolin, Jacy Jayne |